# Cormondes
Cormondes (Gurmels en allemand, Kormondè  en patois fribourgeois) est une localité et une commune suisse du canton de Fribourg, située dans le district du Lac.

## Historique
Cormondes comprend les localités suivantes avec leur code postal et les dates des différentes fusions :
| Localité              | NPA  | Année de fusion          |
| --------------------- | ---- | ------------------------ |
| Cordast               | 1792 | 2005                     |
| Cormondes             | 3212 | 1978, 2000, 2003 et 2005 |
| Cormondes-le-Petit    | 3212 | 2000                     |
| Courchelmont-Le-Grand | 1792 | 1978                     |
| Courchelmont-Le-Petit | 1792 | 1978                     |
| Liebistorf            | 3213 | 2003                     |
| Monterschu            | 3212 | 1978                     |
| Wallenbuch            | 3206 | 2003                     |

## Géographie
Cormondes mesure 1 729 ha. 10,4 % de cette superficie correspond à des surfaces d'habitat ou d'infrastructure, 68,9 % à des surfaces agricoles, 20,0 % à des surfaces boisées et 0,6% à des surfaces improductives.
Cormondes est limitrophe des communes de Courtepin, Cressier, Guin, Bassens-Le-Petit, Morat et Ulmiz ainsi que Ferenbalm, Kriechenwil et Laupen dans le canton de Berne. Elle jouxte également la forêt domaniale du Galm.

## Démographie
Cormondes compte 4 524 habitants en 2022. Sa densité de population atteint 262 hab./km2.
Le graphique suivant résume l'évolution de la population de Cormondes entre 1850 et 2008 (en tenant compte, sur cette période, de la population des communes qu'elle a absorbées) :